# Ганжа Іван Хомич
Іван Хомич Ганжа (2 грудня 1923, Донецьк — 2 жовтня 2000, Київ) — український історик, дослідник історії України XX століття, проблем колгоспного селянства.

## Біографія
Народився 2 грудня 1923 року у місті Донецьку. У 1942–1945 роках воював на фронтах німецько-радянської війни. У 1951 році закінчив історичний факультет Ужгородського державного університету. У 1951–1954 роках навчався в аспірантурі Інституту історії АН УРСР. У 1954 році під керівництвом доктора історичних наук професора М. А. Рубача захистив кандидатську дисертацію на тему: «Колгоспне будівництво на Україні».
У 1954–1959 роках — молодший науковий співробітник відділу археографії, у 1960–1968 роках — старший науковий співробітник відділу історії соціалістичного і комуністичного будівництва Інституту історії АН УРСР. У 1968–1971 роках — викладач, доцент, виконувач обов'язків завідувача кафедри історії та архівознавства Київського державного інституту культури, у 1971–1991 роках — доцент кафедри історії СРСР та УРСР, заступник декана, декан історичного факультету Київського педагогічного інституту.
Був нагороджений медаллю імені А. С. Макаренка. Помер У Києві 2 жовтня 2000 року.

## Наукова діяльність
Досліджував проблеми колгоспного будівництва в Україні, земельну політику радянської влади в Україні.
Основні праці:
- Шляхом, осяяним Леніним. — Київ, 1969 (у співавторстві);
- Історія селянства Української РСР. — Том 2. — Київ, 1967 (у співавторстві);
- Перші колгоспні господарства на Україні (1917–1920 рр.). — Київ, 1966;
- Очерки истории коллективизации сельского хозяйства союзных республик. — Москва, 1963;
- З історії боротьби за встановлення Радянської влади на Україні. — Київ, 1957;
- Історія колективізації сільського господарства Української РСР: У 3-х томах. — Київ, 1962–1971 (у співавторстві).